# کاتاهولا کور
کاتاهولا کور (به انگلیسی: Catahoula Cur)، نام یکی از نژادهای سگ است که خاستگاه آن به ایالات متحده آمریکا بازمی‌گردد. این نژاد در حالت بالغ به‌طور میانگین ۴۰–۱۰۵ پوند (۱۸–۴۸ کیلوگرم) وزن دارد. وزن جنس نر کاتاهولا کور ۴۵–۱۰۵ پوند (۲۰–۴۸ کیلوگرم) است و وزن جنس مادهٔ آن ۴۰–۱۰۰ پوند (۱۸–۴۵ کیلوگرم). کاتاهولا کور در حالت بالغ ۲۲–۲۸ اینچ (۵۶–۷۱ سانتیمتر) ارتفاع دارد. قد جنس نر کاتاهولا کور ۲۲–۲۸ اینچ (۵۶–۷۱ سانتیمتر) است و قد جنس مادهٔ آن ۲۲–۲۷ اینچ (۵۶–۶۹ سانتیمتر).